# Bahnhofstraße 17 (Waging am See)

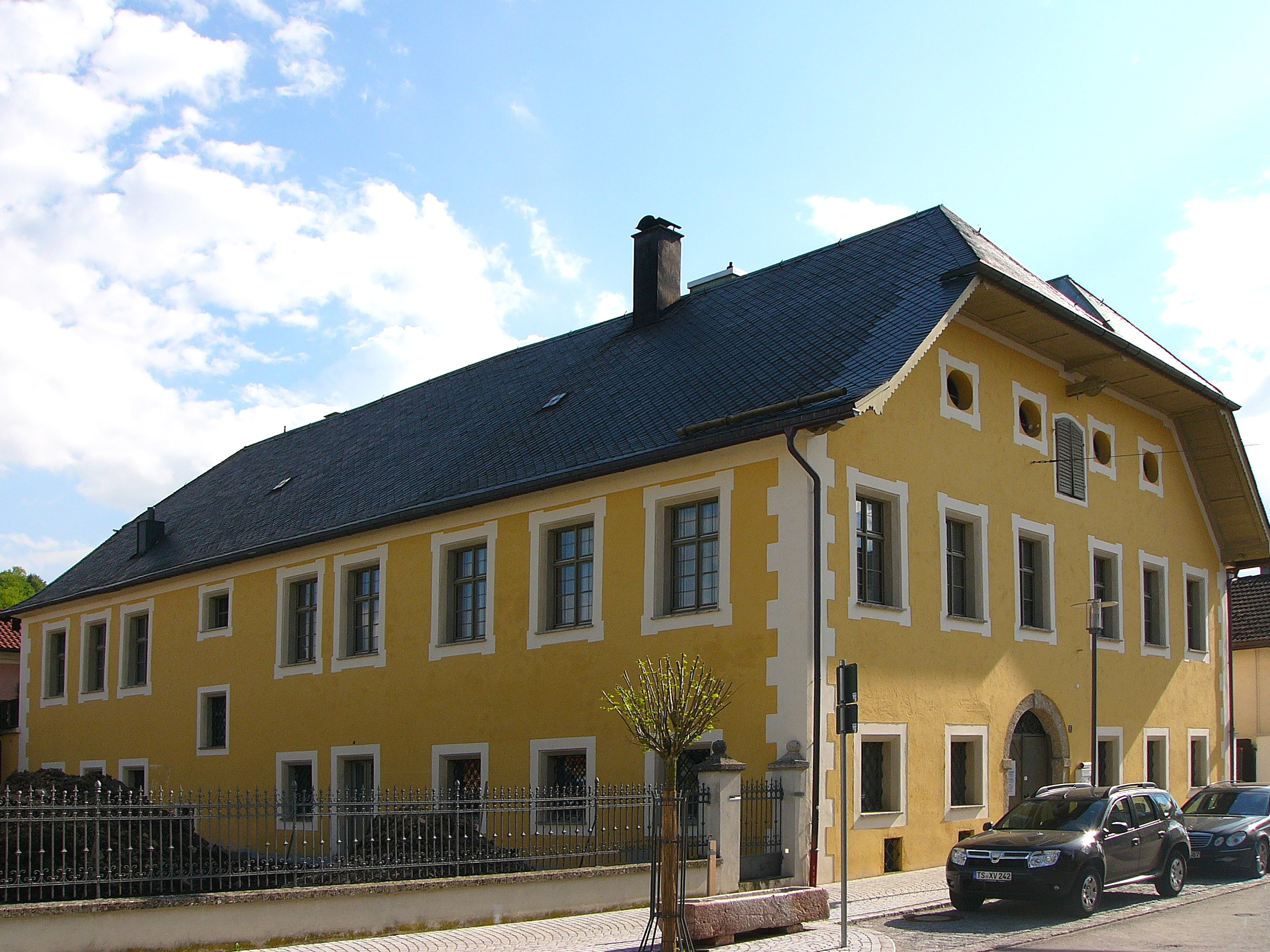
Bahnhofstraße 17 in Waging am See

Bahnhofstraße 17 ist ein denkmalgeschütztes Gebäude in Waging am See im oberbayerischem Landkreis Traunstein. Es war bis zum Übergang des Rupertiwinkels an das Kurfürstentum Bayern im Jahre 1803 der Sitz des salzburgischen Pfleg- und Landgerichts Waging.

## Geschichte
Der Bau befand sich ursprünglich im Besitz der Freiherren von Auer und stammt im Kern aus dem 16. Jahrhundert. Im Jahre 1683 wurde der adelige Sitz von der fürstbischöflichen Hofkammer des Hochstifts Salzburg angekauft, ab 1685 wurde das Pflegamt und -gericht Waging von der Burg Tettelkam dorthin verlegt. Das Gebäude wurde um 1685/90 für seine hochherrschaftliche Funktion um- und ausgebaut.

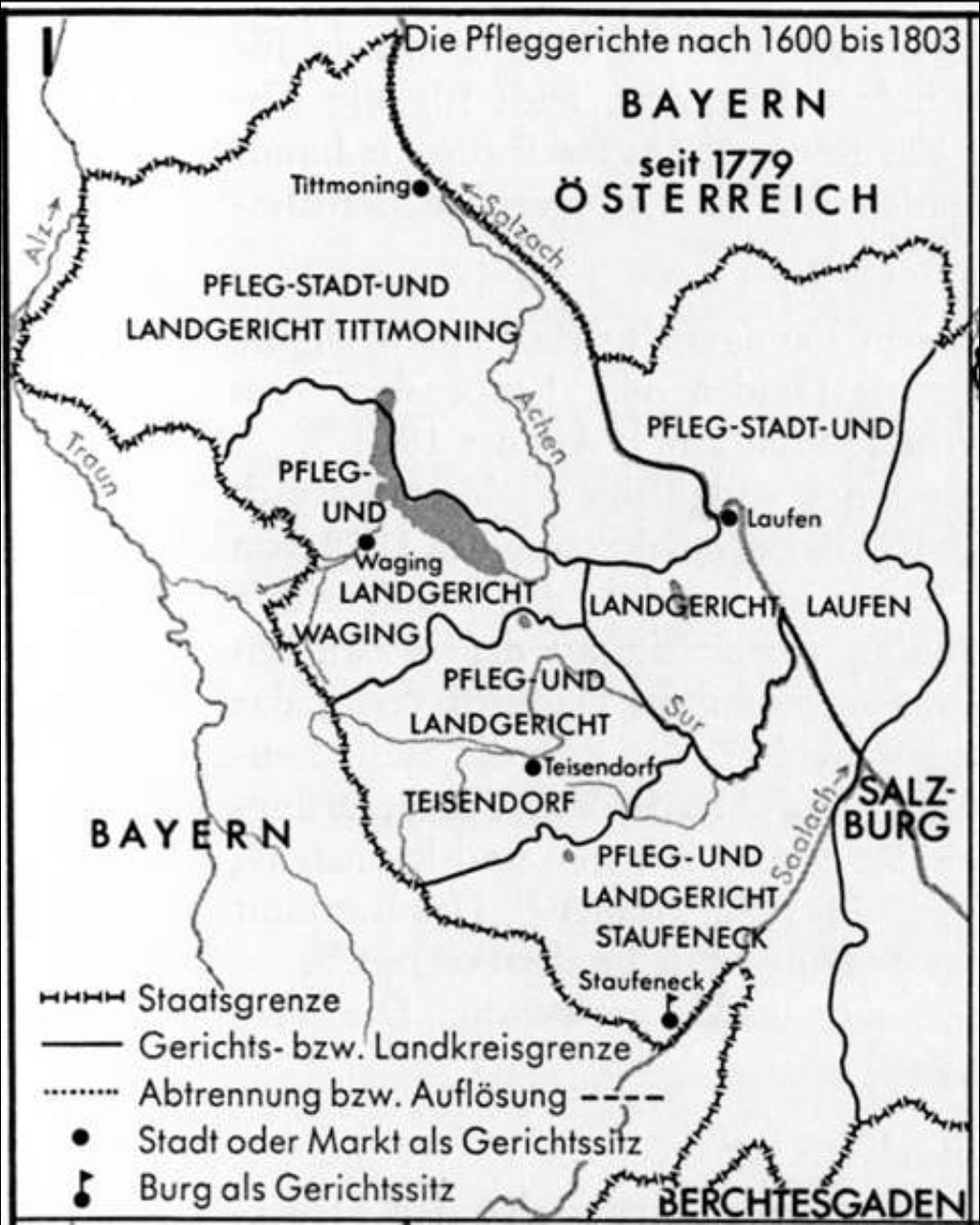
Karte der Pfleg- und Landgerichte im Rupertiwinkel

### Pfleg- und Landgericht Waging
Das Pfleggericht entstand im 16. Jahrhundert aus der Zusammenlegung der Pfleggerichte Tettelkam und Halmberg. Der Gerichtsbezirk bestand aus den Gemeinden (vor 1972) Waging am See, Petting, Wonneberg, Taching am See, Otting, Nirnharting und Gaden. Im Jahre 1803 wurde das Gericht säkularisiert und 1806 nach Bayern eingegliedert und zu einem Landgericht. Die Auflösung erfolgte bereits 1811 durch die Zusammenlegung mit dem Landgericht Teisendorf, mit Sitz in Teisendorf.

### Nach der Eingliederung nach Bayern
Nach dem Abzug des Gerichts fand das Baudenkmal als Gasthof eine neue Funktion. Der Name Schwemmbräu wies auf die nahegelegene Roßschwemme hin. Heute befindet sich im Erdgeschoss eine Internisten-Praxis, im Obergeschoß sind Wohnungen.

## Beschreibung

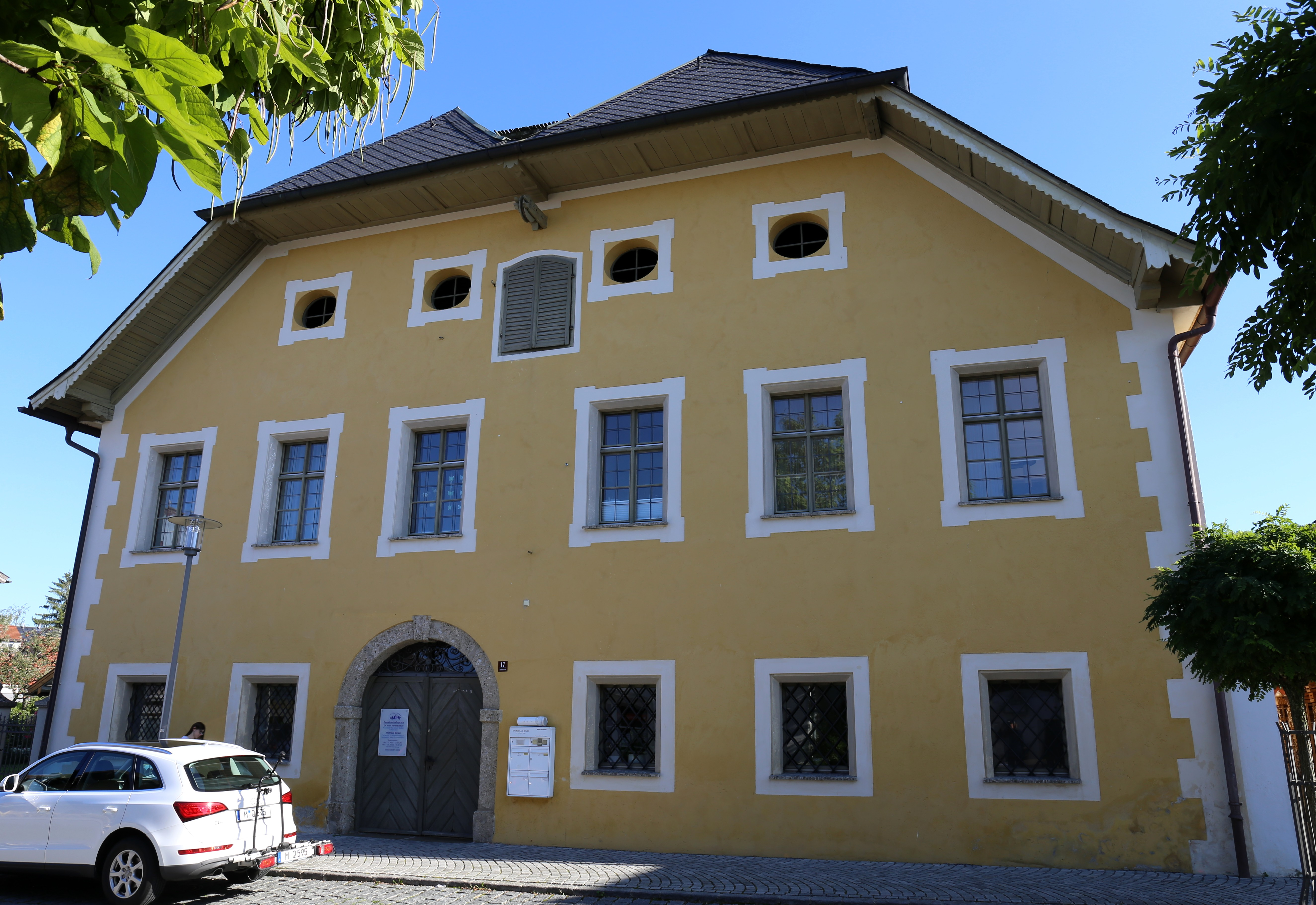
Straßenfront

Das heute noch seine hochherrschaftliche Funktion ausstrahlende Gebäude mit den Ausmaßen 3180 × 1850 cm dominiert mit seiner sechsachsigen Fassade die Bahnhofstraße. Die Frontseite weist ein Grabendach mit zwei Halbwalmen, ein Rundbogenportal mit Granitrahmung, die Hochfenster im Obergeschoß und Okuliöffnungen im Giebelbereich weisen Putzrahmungen auf. Das als Piano nobile deutlich höhere Obergeschoß besitzt im Innern Rahmenstuckdecken und klassizistische Öfen.